# Globo Futebol Clube
Il Globo Futebol Clube, meglio noto come Globo, è una società calcistica brasiliana con sede nella città di Ceará-Mirim.

## Storia
La squadra è stata fondata il 18 ottobre 2012 da un'idea dell'imprenditore Marconi Barretto e si è affiliata alla Federação Norte-rio-grandense de Futebol il 22 marzo 2013.
Lo stadio del Globo è stato costruito nella città di Ceará-Mirim, a 30 chilometri da Natal. La squadra è proprietaria dell'Estádio Manoel Dantas Barreto, noto anche come Barrettão, che è stato costruito in soli sette mesi.
I colori della squadra sono un omaggio alla Germania e l'ispirazione per il nome della squadra deriva dall'ammirazione per il giornalista Roberto Marinho, fondatore della Rede Globo.
Nel settembre 2013, dopo appena un anno dalla fondazione, la squadra vinse la seconda divisione del Campionato Potiguar. Nel 2014, vinse la Copa FNF, qualificandosi per la Coppa del Brasile 2015. Nello stesso anno, il Globo vinse il primo turno del Campionato Potiguar, la Copa RN. La squadra vinse 1-0 in finale con il Potiguar de Mossoró, con un gol di Ricardo Lopes. Grazie a questo successo, il Globo si è qualificato per la Copa do Nordeste 2015, e anche per la Série D 2014 come miglior classificato del campionato.
Nel 2017, è stato promosso per la prima volta in Série C, dopo aver eliminato ai quarti di finale l'URT in Série D. 
Nel 2017, il Globo acquistó il calciatore brasiliano Max, che ben presto diventerà il capocannoniere stagionale, per eccellenza, del Globo. 
Nel 2023, pur essendo arrivato ultimo classificato, il Globo riuscì a battere l’Alecrim Futebol in due finali diverse dei playoff del Campeonato Potiguar, guadagnandosi così la salvezza. La prima finale terminó 1 - 0 per il Globo grazie al gol su calcio di rigore dell’attaccante Erick Pereira. La seconda invece finì con un pareggio di 2 - 2, per via delle reti del centrocampista, del Globo, Paulo Cesar.
Dal 6 maggio fino al 23 luglio 2023, il Globo si classificó ultimo nel Campeonato Serie D Brasileiro.

## Palmarès

### Competizioni statali
- Campeonato Potiguar Segunda Divisão: 1

2013
- Campionato Potiguar: 1

2021

### Altri piazzamenti
- Campeonato Brasileiro Série D:

Secondo posto: 2017
- Campionato Potiguar:

Terzo posto: 2015